# Wietrzychówko
Wietrzychówko – kolonia w Polsce położona w województwie warmińsko-mazurskim, w powiecie nidzickim, w gminie Nidzica. Miejscowość wchodzi w skład sołectwa Wietrzychowo.
W latach 1975–1998 miejscowość administracyjnie należała do województwa olsztyńskiego.